# Antiagrion blanchardi
Antiagrion blanchardi – gatunek ważki z rodziny łątkowatych (Coenagrionidae). Występuje na terenie Ameryki Południowej.